# Stadion KT Sport Arena w Agrarnym
Stadion "KT Sport Arena" (ukr. Стадіон «КТ Спорт Арена») – stadion piłkarski w Agrarnym na Krymie.
Stadion "KT Sport Arena" został zbudowany na początku XXI wieku. Stadion dostosowano do wymóg standardów UEFA i FIFA, z siedzeniami z tworzywa sztucznego. Nowy stadion może pomieścić 3 250 widzów. Swoje mecze na tym stadionie rozgrywa klub piłkarski Krymtepłycia Mołodiżne.